# Bacchisa papuana
Bacchisa papuana là một loài bọ cánh cứng trong họ Cerambycidae.